# Ebony Wall (Antarktika)
Die Ebony Wall (englisch für Ebenholzwand, in Chile gleichbedeutend Muralla de Ébano) ist eine dunkle und nahezu vertikale Felswand von 400 m Höhe im Norden des Grahamlands auf der Antarktischen Halbinsel. Die 3 km lange Formation ragt am Kopfende des Pettus-Gletschers auf und bildet am Beginn der Trinity-Halbinsel einen Teil der westlichen Geländestufe des Detroit-Plateaus.
Der Falkland Islands Dependencies Survey kartierte sie 1948 und gab ihr ihren deskriptiven Namen.